# Ayla Kell
Ayla Kell (ur. 7 października 1990 w Los Angeles) – amerykańska aktorka. Najbardziej znana jest z serialu telewizyjnego stacji ABC Family – Za wszelką cenę (Make It or Break It).

## Życie prywatne
Poza aktorstwem, Ayla jest również tancerką oraz dekoratorką ciast.

## Kariera
Kell zaczęła poważnie studiować balet w młodym wieku w Kodak Theatre w Hollywood, Kalifornia, gdzie występowała jako Greta w przedstawieniu Dziadek do orzechów. Ukończyła piętnastoletnie Royal Academy of Dance oraz występowała w finałach Youth Prix America Grand Prix w Nowym Jorku. Występowała w wielu reklamach międzynarodowych dla m.in. The Walt Disney Company, Sony, Mattel oraz Pringles.
Od 2009 roku występuje w serialu Za wszelką cenę (Make It or Break It) stacji ABC Family jako młoda gimnastyczka – Payson Keeler. Pojawiała się gościnnie w takich serialach jak CSI: Kryminalne zagadki Miami oraz Bez śladu.

## Filmografia
FILMY
- 1997: Get to the Heart: The Barbara Mandrell Story jako Barbara
- 1999: Kryptonim Omega (The Omega Code) jako Maddie Lane
- 2005: Kontrola gniewu (Rebound) jako cheerleaderka
- 2008: Co jest grane? (What Just Happened jako Mary #1

SERIALE
- 2004: Zwariowany świat Malcolma (Malcolm in the Middle) jako Kylie (gościnnie)
- 2005: Trawka (Weeds) jako Chelsea (gościnnie)
- 2007: Bez śladu (Without a Trace) jako młoda Mia (gościnnie)
- 2008: Just Jordan jako Jade (gościnnie)
- 2008: CSI: Kryminalne zagadki Miami (CSI: Miami) jako Chelsea Marsh (gościnnie)
- 2009: Za wszelką cenę (Make It or Break It) jako Payson Keeler (rola główna)